# Möholmen, Sibbo
Möholmen är en ö i Finland. Den ligger i Finska viken och i kommunen Sibbo i den ekonomiska regionen  Helsingfors i landskapet Nyland, i den södra delen av landet. Ön ligger omkring 24 kilometer öster om Helsingfors.
Öns area är 36,7 hektar och dess största längd är 1,3 kilometer i nord-sydlig riktning. Ön höjer sig omkring 30 meter över havsytan.